# Cornelis Schut

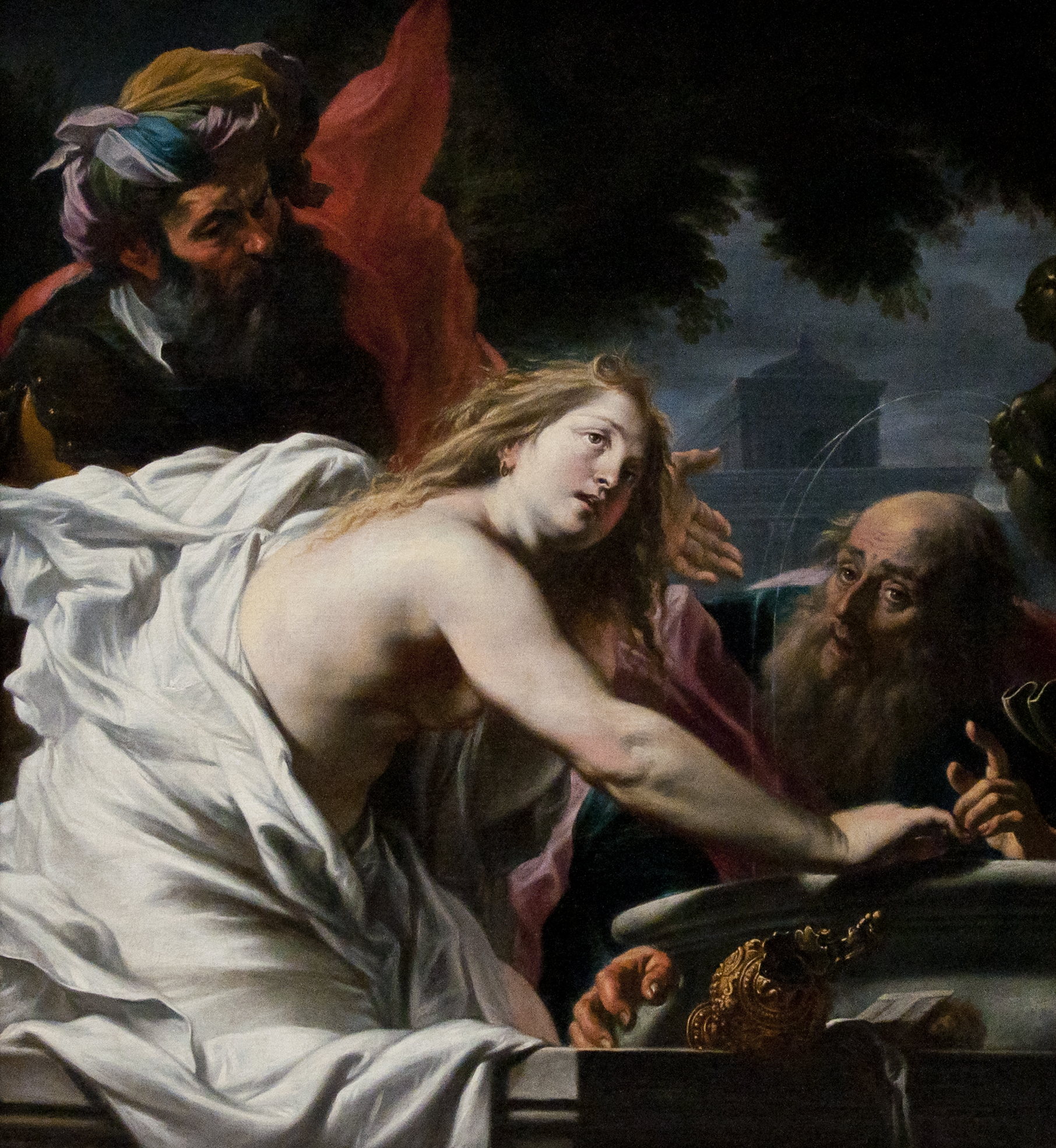
Susanna und die beiden Alten (1650)

Cornelis Schut oder Cornelis Schut der Ältere (〰 13. Mai 1597 in Antwerpen; † 29. April 1655 ebenda) war ein flämischer Maler, Zeichner, Kupferstecher und Entwerfer von Wandteppichen, der sich auf religiöse und mythologische Szenen spezialisierte. Er soll bei Rubens gelernt haben und behandelte Themen der Gegenreformation in einem hochbarocken Stil. Nach einem Aufenthalt in Italien arbeitete er hauptsächlich in Antwerpen, wo er in der ersten Hälfte des 17. Jahrhunderts einer der führenden Historienmaler war.

## Leben
Das genaue Geburtsdatum des Künstlers ist unbekannt, getauft wurde er am 13. Mai 1597. Schut war bereits 1618/1619 Meister der Lukasgilde und meldete in den 1630er Jahren mehrere Lehrlinge an. 1635 beteiligte sich der Künstler gemeinsam mit Peter Paul Rubens an der Festdekoration anlässlich des triumphalen Einzugs des Kardinalinfanten Ferdinand in Gent und Antwerpen nach dessen Sieg in der Schlacht bei Nördlingen. Bis dahin maßgeblich von Rubens beeinflusst, entwickelte Schut einen persönlichen Stil, der durch lebhafte, in Gegensätzen arbeitende Kompositionen und Lichtführung sowie kühle Farbgebung gekennzeichnet ist. In einer freien, malerischen Manier reproduzierte Schut auch mehrere seiner eigenen Gemälde. Außerdem radierte er zahlreiche Madonnen- und Kinderszenen, sowie religiöse, historisierende und allegorische Darstellungen.

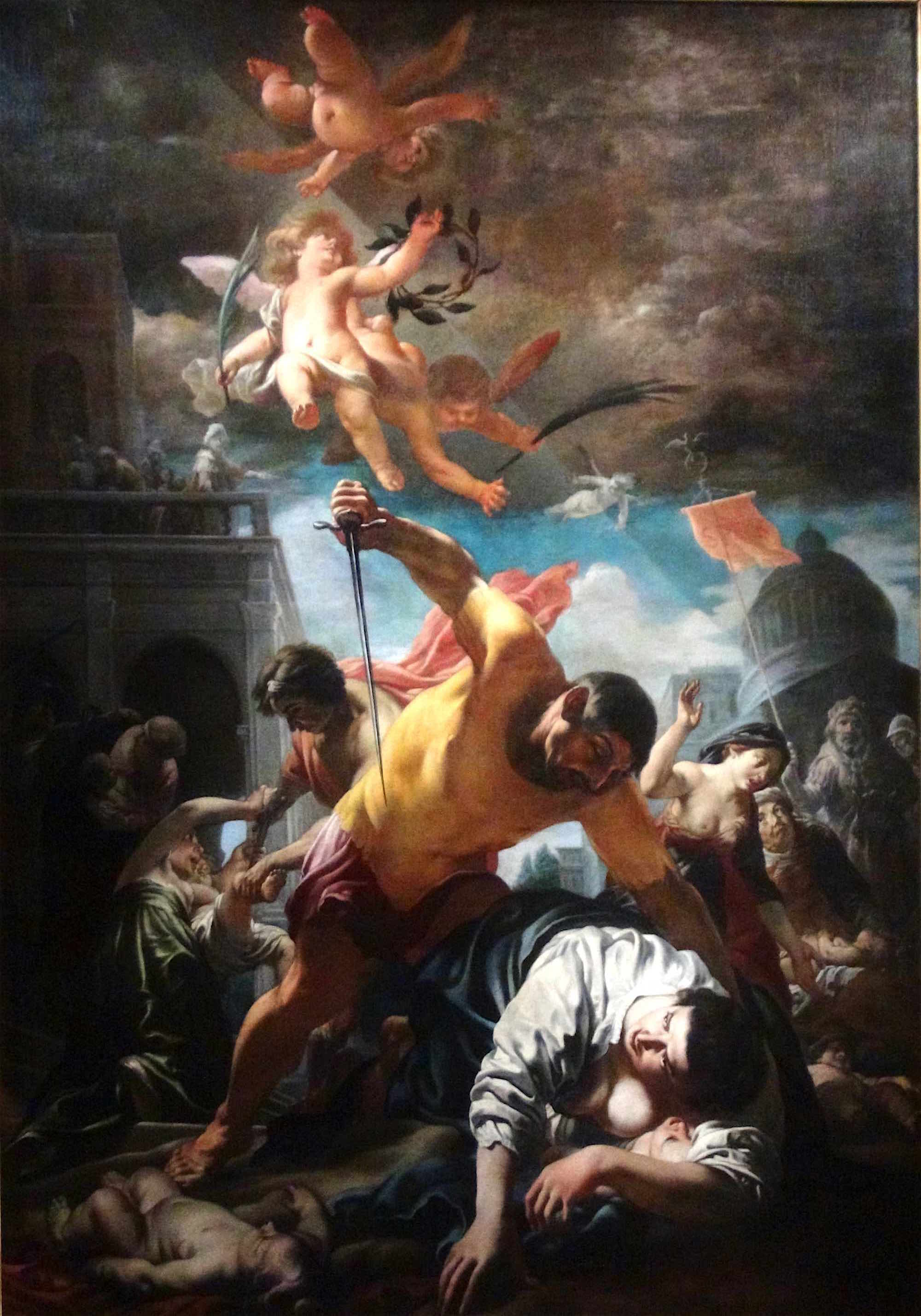
Kindermord von Betlehem

## Werk
Schut malte zahlreiche Altarbilder für belgische und Kölner Kirchen, darunter auch einige historisierende und allegorische Darstellungen. Zu seinen Hauptwerken gehören die Himmelfahrt Mariä in der Kuppel der Antwerpener Liebfrauenkathedrale (1647), die Enthauptung des hl. Georg im Museum der schönen Künste (1643/44), die Bekehrung des Paulus in St. Peter (Köln) (1643), sowie die Krönung Mariä auf dem Hauptaltar der Karl-Borromäus-Kirche ebenda, eine Anbetung Mariä (um 1638) und eine Marter des hl. Gereon in St. Gereon in Köln. Die beiden letztgenannten Werke dürften durch die Luftangriffe auf Köln im Zweiten Weltkrieg zerstört worden sein.
Häufig malte Schut auch Mittelstücke zu Blumenkränzen von Daniel Seghers, diese befinden sich wiederum in zahlreichen Kirchen in Antwerpen, Brüssel, Namur, Dendermonde und Temse. Seine Radierungen fasste Schut in seinem Werk Cornelii Schut Antwerpiensis picturae ludentis genius etc.  zusammen.
Werke (Auszug)
- Der Sieg bei Nördlingen, 1635. Öl auf Leinwand, 226 × 160 cm. Gent, Stad, Oudheikundig Museum van de Bijloke, Inv. 711.[3]
- Bekehrung des Hl. Wilhelm von Maleval durch den Hl. Bernhard von Clairvaux, 1640/1645. Öl auf Leinwand, 193 × 124 cm. Wien, Kunsthistorisches Museum, Inv. GG_2536.
- Bekehrung des Hl. Paulus, 1644. Öl auf Leinwand, St. Peter, Köln.
- Mariä Himmelfahrt, 1647. Fresko, Durchmesser 580 cm, Kuppel des Vierungsturms der Liebfrauenkathedrale zu Antwerpen.